# Juelz Santana
Juelz Santana, pseudonimo di LaRon Louis James (New York, 18 febbraio 1982), è un rapper statunitense, conosciuto anche come Human Crack In The Flesh.

## Biografia
Nato nel quartiere di Harlem, cominciò a scrivere le sue prime rime a 12 anni e, con l'amico Malik, cominciò la sua carriera nel gruppo dei Draft Pick. Cominciarono a raccogliere pareri positivi a New York, esibendosi ovunque sia possibile. Il cugino di Santana fa conoscere al rapper Cam'ron, altro artista della Grande Mela. Poco tempo dopo cominciano le registrazioni per "Double Up", pezzo di Cam featuring Santana.
Quando Cam'Ron riuscì ad ottenere un contratto discografico con la Roc-A-Fella Records di Jay-Z non esitò a portare con sé Juelz, proponendogli un contratto per la sua Roc-A-Fella Diplomat Records.
Cominciò così il sodalizio con la crew dei Diplomats, affiliata ai Dipset. Oltre ad apparire nei dischi del gruppo, Santana pubblicò diversi mixtape come "Back Like Cooked Crack". I suoi dischi solisti videro luce nel 2003, "From Me To U", e nel 2005, "What the Game's Been Missing!". Sempre nel 2005 prende parte a Run It!, singolo di debutto del cantante Chris Brown, che trascorre 5 settimane in vetta alla Billboard Hot 100.
Negli anni successivi, l'artista ha continuato a pubblicare diversi mixtape, firmando nel corso degli anni accordi discografici con varie etichette come Interscope Records e Def Jam, oltre a partecipare più volte al programma televisivo di VH1 Love & Hip Hop: New York.

## Vita privata
Juelz ha un figlio, LaRon Jr., ed è proprietario di un negozio di abbigliamento chiamato Santana's Town. Il negozio, con sede ad Harlem, è gestito dalla madre.

## Discografia

### Album in Studio
- 2003 - From Me To U
- 2005 - What the Game's Been Missing!

### Compilation
- 2005 - Back Like Cooked Crack, Pts. 1 & 2

### Mixtapes
- 2003 - Final Destination
- 2006 - Back Like Cooked Crack, Pt. 3: Fiend Out
- 2008 - The Takeover (con la Skull Gang)
- 2013 - God Will'n
- 2020 - #FreeSantana